# Gmina Brooke

Położenie Gminy Brooke w hrabstwie Buena Vista

Gmina Brooke (ang. Brooke Township) – gmina w USA, w stanie Iowa, w hrabstwie Buena Vista. Według danych z 2000 roku gmina miała 174 mieszkańców.